# Otto Pretzl
Otto Pretzl (Ingolstadt, 20 aprile 1893 – Sebastopoli, 28 ottobre 1941) è stato un orientalista e arabista tedesco.
Pretzl fu professore di Lingue orientali a Monaco di Baviera. Fu successore di Gotthelf Bergsträsser nella sua cattedra di Semitistica e collaborò strettamente con lui per approntare un'edizione critica del Corano. 
Fu ufficiale della Wehrmacht e morì in un incidente aereo nei pressi di Sebastopoli.

## Opere
- Die frühislamische Attributenlehre, München, Akademie der Wissenschaften, 1940
- Die Fortführung des Apparatus Criticus zum Koran, München, Bayerische Akademie der Wissenschaften, 1934
- Die griechischen Handschriftengruppen im Buche Josue, Rom, 1929
- Septuagintaprobleme im Buch der Richter, Rom, Pontificio Istituto Biblico, 1926

## Necrologio
- Anton Spitaler in Zeitschrift der Deutschen Morgenländischen Gesellschaft (ZDMG) 96 (1942), pp. 161-170.